# Pirantel
Pirantel é um composto orgânico de fórmula C11H14N2S.

## Pamoato de pirantel
Pamoato de pirantel e seus análogos são vermífugos bloqueadores neuromusculares despolarizantes. Induzem uma ativação acentuada e persistente dos receptores nicotínicos, o que resulta em paralisia estática do verme. O pirantel também inibe as colinesterases, sendo eficaz contra ancilóstomos, nematódeos e oxiúros.

## Pamoato de oxantel
Análogo m-oxifenol do pirantel, é eficaz para tratamento em dose única da triquiuríase.
É uma alternativa ao mebendazol no tratamento da Ascaridíase e Enterobíase. Da mesma forma, elevadas taxas de curas são obtidas contra Ancylostoma, Necator americanus e Trichonstrongylus. Diferente do seu análogo oxantel, é ineficaz contra T. trichiura.
Sintomas GTIs leves são observados, assim como cefaleia, tonteira, erupções cutâneas e febre.
Como o pamoato de pirantel e a piperazina são antagonistas no que diz respeito aos efeitos neuromusculares nos parasitas, seu uso não deve ser associado.